# Lynja
Lynja (* 31. Juli 1956; † 1. Januar 2024; bürgerlich Lynn Yamada Davis) war eine US-amerikanische Webvideoproduzentin, die Kochvideos hochlud. Sie hatte zum Zeitpunkt ihres Todes mehr als 10 Millionen Abonnenten auf YouTube und ihr Kochkanal gilt damit als einer der größten auf der Plattform. Aufgrund dessen wurde sie auch als „Oma des Internets“ bezeichnet.

## Leben
Lynn T. Yamada wurde am 31. Juli 1956 in New York City als Tochter von Mabel Fujisake und Tadao Yamada geboren. Sie hat japanische Wurzeln.
Sie besuchte das Massachusetts Institute of Technology und erwarb 1977 einen Abschluss in Bauingenieurwesen. Während ihrer Zeit am MIT war sie Vorsitzende der Studentenzeitung The Tech. Nach ihrem Abschluss war sie bei der Regierung angestellt und arbeitete daran, die Zugänglichkeit von Bundesgebäuden sicherzustellen. Anschließend erwarb sie einen Abschluss in öffentlicher Gesundheit und Betriebswirtschaft an der Columbia University.

### Internetkarriere
Davis begann im Jahr 2020, im Alter von 63 Jahren, TikTok-Videos zu erstellen, die nach wenigen Monaten beliebt wurden.
Sie arbeitete häufig mit ihrem Internetkoch Nick DiGiovanni zusammen, unter anderem in einem Video im November 2021, in dem sie den Guinness-Weltrekord für den größten Cake-Pop aller Zeiten aufstellten, der 44,240 kg wog. Sie stellte mit DiGiovanni mehrere andere Rekorde auf, darunter das größte Chicken Nugget der Welt mit einem Gewicht von 20,96 kg und die größte Sushi-Rolle der Welt mit einem Durchmesser von 2,15 Metern. Sie wurde 2023 in die Forbes-Liste „50 Over 50“ aufgenommen.
Sie nannte ihre Fans „Lynja Turtles“, ein Wortspiel in Anlehnung an die Ninja Turtles.

### Krankheit und Tod
Im Jahr 2019 wurde bei Lynja Kehlkopfkrebs diagnostiziert, was zu einer Veränderung ihrer Stimme führte. Im Jahr 2021 gab sie bekannt, dass bei ihr auch Speiseröhrenkrebs diagnostiziert wurde. Am 1. Januar 2024 starb sie schließlich an Speiseröhrenkrebs und erregte damit eine große mediale Aufmerksamkeit. Viele Influencer begannen daraufhin, Gedenkvideos hochzuladen, darunter auch Nick DiGiovanni.

## Persönliches
Davis lebte in New Jersey. Sie heiratete Hank Steinberg und hatte mit ihm zwei Töchter, die Ehe endete jedoch mit einer Scheidung. Nach ihrer Scheidung heiratete sie Keith Davis, mit dem sie zwei Söhne hatte, den Profifußballer Sean Davis und Tim Davis, der ihre Videos schnitt.